# 豊島学院高等学校
豊島学院高等学校（としまがくいんこうとうがっこう、英称:Toshima Gakuin High school）は、東京都豊島区池袋本町二丁目にある私立高等学校。設置者は学校法人豊昭学園。1932年（昭和7年）「神田商業学校」として神田駿河台に創立。
2000年10月頃まで、豊島学院高等学校・昭和鉄道高等学校は最寄国際興業バス停留所（池袋四丁目）のスポンサーを勤めていた。

## アクセス
出典 : 
電車
| 路線名     | 最寄り駅       | 徒歩所要時間 |
| ---------- | -------------- | ------------ |
| 東武東上線 | 北池袋駅       | 7分          |
| 東武東上線 | 池袋駅         | 12分         |
| 都営三田線 | 板橋区役所前駅 | 15分         |

バス
- 国際興業バス:光02・池55・赤51で｢池袋四丁目｣下車、徒歩1分

所在地は隣接している昭和鉄道高等学校と同じである。

## 沿革
- 1932年 - 神田駿河台に神田商業学校として開校
- 1940年 - 現在地に移転、豊島商業学校と改称
- 1944年 - 豊島工業学校を併設
- 1948年 - 学制改革により、豊島商業・豊島工業の両校を豊島実業高等学校に改組
- 1949年 - 普通科を増設
- 1951年 - 昭和鉄道高等学校を運営する昭鉄学園と合併し、学校法人豊昭学園に
- 1952年 - 東京交通短期大学開学
- 1992年 - 創立60周年を機に、現在の校名である豊島学院高等学校に改称
- 1999年 - 普通科を男女共学に変更
- 2000年 - 商業科を男女共学に変更
- 2006年 - 機械科、電気科を男女共学に変更
- 2008年
  - 商業科・機械科・電気科の募集停止（普通科の文理進学類型への組み込み）
  - 普通科で文理進学類型を新設
  - 総合進学類型を普通進学類型に名称変更

- 2017年-スーパー特進の募集を始める。（スーパー特進一期生は2018年度入学となる。）

## 学校について

### 設置学科
- 普通科

### 教育目標
- 自らの将来を切り開く力を持った、人間性豊かな生徒の育成
- 自主性に富み、自治活動へ積極的に参加する生徒の育成
- 人間尊重の理念に基づき、進んで世界平和を希求する生徒の育成

### 施設設備
- 3つあるPCルーム（鉄道、学院校舎に各1部屋）
- 講堂
- グラウンド（全面人工芝）
- 理科実験室
- 新6号館校舎（図書館・運転シミュレータ室・小規模ホール完備）

### 校歌
- 作詞 - 浅沼栄吉
- 補作 - 藤田好英
- 作曲 - 堀内敬三
- 編曲 - 程塚繁樹

### 入学試験
入試については、推薦入試、一般入試と普通高校と変わらない。
ちなみに、A推薦（単願推薦）、B推薦（併願推薦）、の2つの推薦選抜方法がある。（B推薦の募集人数はA推薦に含む。）

#### 加点制度
加点制度には、資格加点と人物加点がある。
- 資格加点は、英検、漢検、数検の3級で内申加点1。準2級以上で内申加点2。

- 人物加点は、生徒会役員、部活動役員、3年間皆勤など生活面や特別活動、その他活顕著な動歴がある物。

※尚、普通科特別進学類型では、人物加点は無い。

## クラブ活動・委員会
部活動、生徒会活動、委員会活動等は、姉妹校の昭和鉄道高等学校と合同で行っている。しかし、野球部は高野連への登録上の理由でそれぞれ別に活動している。
- バレーボール部
- バスケットボール部
- 柔道部
- 剣道部
- 陸上部
- ラグビー部
- 山岳部
- サッカー部
- サイクリング部
- テニス部（軟式）
- 空手道部
- 卓球部
- 学院野球部（昭和鉄道高校と区別するため）
- スキー部
- バドミントン部
- 吹奏楽部
- 電気研究部
- 音楽部
- 囲碁将棋部
- 新聞部
- スタジオ7部
- 英語部
- 歴史研究部
- 写真部
- 交通資料館部
- 釣部
- 理科部
- 鉄道研究部
- ボランティア部
- 女子ダンス部
- 合唱部[2]
- 演劇部[2]
- 書道愛好会[2]
- 落語研究会（現在休部中）
- 百人一首愛好会

### 生徒会・委員会
- 生徒会
- 三委員会（生活委員会・中央委員会・保健委員会は、三委員会といわれている。生徒会内の委員長団という組織から構成される。）
- 放送委員会（H.S.B.C.）

## 学校行事
- 4月
  - 始業式 - 入学式  - スポーツテスト
- 5月
  - 中間試験 - 生徒総会
- 6月
  - 沖縄研修（修学旅行・2年） - 体育祭
- 7月
  - 期末試験 - 夏期進学補講 - 校内球技大会 - 芸術鑑賞教室 - 進学合宿 - 一学期終業式
- 8月
  - 夏休み - 夏期合宿（部活動）
- 9月
  - 2学期始業式 - 就職試験開始 - 映画鑑賞教室 - 豊昭祭（文化祭）
- 10月
  - 中間試験 - 弁論大会（2年）
- 11月
  - マラソン大会
- 12月
  - 期末試験 - 2学期終業式 - スキー＆スノーボードスクール（北海道） - 海外研修（オーストラリア）
- 1月
  - 3学期始業式 - 推薦入学試験 - 卒業試験 - 弁論大会（1年）
- 2月
  - 一般入学試験
- 3月
  - 卒業式 - 期末試験 - 柔道大会・ダンス発表会（1年） - バレーボール大会 - 修了式 - 進学合宿

## 著名な出身者
- 布施明 - 歌手
- 深谷愛 - タレント
- 鍾逸人 - 二・二八事件の義兵リーダー
- 佐野喜秋 - 日本火災海上社長